# Paratiara
Paratiara is een geslacht van neteldieren uit de familie van de Protiaridae.

## Soort
- Paratiara digitalis Kramp & Damus, 1925